# Kudur-Mabuk
Kudur-Mabuk (akadsko Ku-du-ur-ma-bu-uk) je bil vladar Elama in oče (in sovladar) larških kraljev  Varad-Sina in  Rim-Sina I.. Hčerka En-ane-du  je bila velika svečenica v Uru.  Njegov oče je bil Simti-Silhak.
Kudur-Mabuk je organiziral zvezo držav, v kateri so bili Elam, Babilon in Isin. Izkoristil je slabosti larškega kralja Sili-Adada, ki je bil žrtev uporov, in leta 1834 pr. n. št. prevzel oblast v Larsi. Na prestol pobeglega kralja Sili-Adada je posadil svojega najstarejšega sina Varad-Sina. 